# 11211 Saxena
11211 Saxena è un asteroide della fascia principale. Scoperto nel 1999, presenta un'orbita caratterizzata da un semiasse maggiore pari a 2,2770375 au e da un'eccentricità di 0,1641376, inclinata di 5,41424° rispetto all'eclittica.